# Municipio de Merrill (Dakota del Norte)
El municipio de Merrill (en inglés: Merrill Township) es un municipio ubicado en el condado de Hettinger en el estado estadounidense de Dakota del Norte. En el año 2010 tenía una población de 10 habitantes y una densidad poblacional de 0,12 personas por km².

## Geografía
El municipio de Merrill se encuentra ubicado en las coordenadas 46°14′30″N 102°10′31″O / 46.24167, -102.17528. Según la Oficina del Censo de los Estados Unidos, el municipio tiene una superficie total de 83.64 km², de la cual 82,95 km² corresponden a tierra firme y (0,82 %) 0,68 km² es agua.

## Demografía
Según el censo de 2010, había 10 personas residiendo en el municipio de Merrill. La densidad de población era de 0,12 hab./km². De los 10 habitantes, el municipio de Merrill estaba compuesto por el 100 % blancos. Del total de la población el 0 % eran hispanos o latinos de cualquier raza.